# ديان كاري
ديان كاري (بالإنجليزية: Diane Carey)‏ (2 أكتوبر 1954، فلينت في الولايات المتحدة)؛ كاتِبة وروائية أمريكية.

## روابط خارجية
- ديان كاري على موقع IMDb (الإنجليزية)
- ديان كاري على موقع ميوزك برينز (الإنجليزية)
- ديان كاري على موقع ديسكوغز (الإنجليزية)